# OK (expression)
Pour les articles homonymes, voir OK.
Pour les articles ayant des titres homophones, voir Hockey et Hoquet.
« D'accord » redirige ici. Pour l’article homophone, voir Daccord.

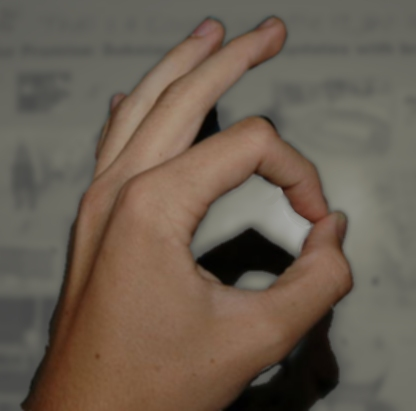
OK en langue des signes.

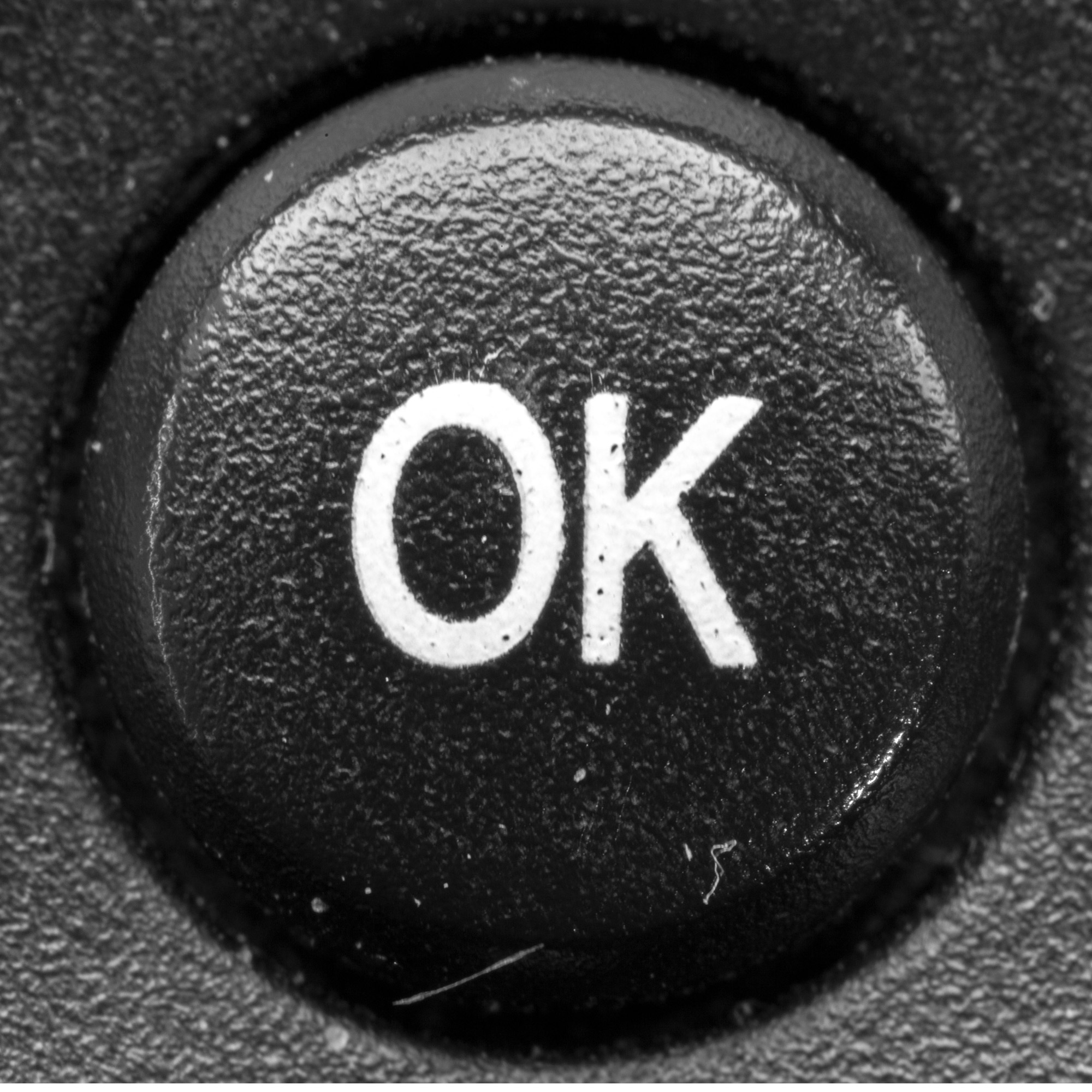
Bouton « OK » sur une télécommande.

OK /ɔkɛ/ ou /oke/ est une expression abrégée de l'anglais américain qui désigne l'approbation, l'acceptation, l'accord, l'assentiment, la reconnaissance ou un signe d'indifférence. Son équivalent en français est « d'accord », « correct ». En France, son usage était rarissime avant la Seconde Guerre mondiale, mais le terme est devenu très présent dans l'usage oral de toutes les langues et serait le mot le plus souvent parlé ou écrit sur la planète. Les origines du mot sont contestées.

## Graphies
On rencontre en anglais, en français, en allemand, en danois, en suédois, en norvégien... les graphies suivantes : OK, Ok, ok, okay, OK. et O.K.[réf. nécessaire]

## Prononciation
En anglais américain, cette interjection peut se prononcer /keɪ/ ou /mkeɪ/.  Le deuxième n'est pas conforme aux règles phonotactiques habituelles de l'anglais, ce qui pourrait corroborer la thèse d'une origine étrangère (cf. paragraphe Étymologie ci-après).

## Étymologie
En raison de nombreuses étymologies populaires, l'origine de ce terme fait toujours débat.
L'histoire de ce terme a notamment fait l'objet d'une publication de A. W. Read dans The Saturday Review of Literature du 10 juin 1941, étude citée par Alain Rey dans le Dictionnaire historique de la langue française. Selon Read, la première occurrence attestée de l'abréviation date de 1839 dans le Boston Morning Post où l'on explique que c'est une abréviation de « Oll Korrect », altération graphique de « all correct », version familière de l'époque du « all right » (« d'accord », « tout va bien »). En 1840, le terme a été utilisé par des partisans de Martin Van Buren, élu à la présidence des États-Unis en 1836, et surnommé « Old Kinderhook » (« le vieux de Kinderhook ») du nom de la ville  new-yorkaise où il est né. Un club de soutien s'est créé à New York sous l'appellation de « O. K. Club » (23 mars 1840). 
Cette publication de Read a eu beaucoup d'influence dans le monde anglophone, ayant comme conséquence le remplacement (à tort ou à raison) de l'étymologie jusqu'alors établie – l'emprunt de la locution « okeh » (signifiant « ainsi soit-il ») de la langue Choctaw – dans la plupart des dictionnaires américains et britanniques de référence : « Okeh » alias « Oke » est attesté dès 1825 dans les travaux des missionnaires Cyrus Byington et Alfred Wright. Ces missionnaires ponctuaient de nombreuses phrases de leur traduction de la Bible avec la locution « okeh ». « okeh » est d'ailleurs donné comme une variante orthographique de « okay » dans le dictionnaire Webster's de 1913.

Une autre étymologie possible est discutée par Holloway et Vass (The African Heritage of American English) qui soulignent la similitude avec des marqueurs de discours homophones répandus dans des langues de l'Afrique de l'Ouest.  Les auteurs citent Read pour d'autres termes mais ne suivent pas ses conclusions pour l'étymologie de « okay ». La première attestation vérifiable du marqueur du discours / particule confirmatoire (sans abréviation) sont les propos d'un esclave noir du Bute County (Caroline du Nord) rapportés en 1784 par un voyageur anglais : 

« Kay, massa, you just leave me, me sit here, great fish jump up into da canoe, here he be, massa, fine fish, massa; me den very grad; den me sit very still, until another great fish jump into de canoe... »

## Étymologies populaires
La popularité de l'expression « O.K. » suscite de nombreuses étymologies populaires, reconstructions a posteriori qui ne reposent sur aucune référence attestée. Ces spéculations intellectuelles relèvent davantage de ces rumeurs contemporaines qu'on nomme légendes urbaines. En voici quelques exemples :
- un chef d'entreprise américain, nommé Otto Kaiser, examinait chaque colis avant son expédition ; en cas d'accord, il y mettait ses initiales : OK. Une variante suppose qu'il s'agirait des initiales du contremaître contrôlant la qualité des véhicules en « bout » de la chaîne de fabrication des usines Ford de Détroit, qu'il aurait appliqué sur les certificats de contrôle des véhicules, validant par là même la qualité du produit ;
- après une bataille navale, les marins britanniques inscrivaient sur la coque des bateaux le nombre de tués : 3K pour trois morts (3 killed), etc.. Lorsqu'il n'y avait aucun mort, ils inscrivaient « OK » pour « 0 killed ». Une variante prétend que l'expression viendrait plutôt de la guerre de Sécession, où les sudistes annonçaient le nombre de morts après une bataille de la même manière. Dans le monde anglo-saxon, le zéro s'exprimant souvent de façon orale comme la lettre « O », le « 0 killed » aurait été prononcé « OK » (okay). Une autre variante rattache ce fait cette fois-ci à la Seconde Guerre mondiale ;
- OK viendrait du grec moderne Oλα καλα (Ola kala, littéralement « tout bien ») , une expression utilisée par les marins grecs et également par les poseurs de rails grecs aux États-Unis, qui apposaient les deux célèbres lettres sur les rails installés correctement voulant dire : « tout va bien », « tout bon » ;
- le terme OK serait la transcription phonétique anglaise de l'expression française « Au quai ! » utilisée en Louisiane par les vérificateurs des ballots de coton, indiquant que ceux-ci étaient convenables et donnant l'ordre de les porter en bordure du Mississippi pour y être embarqués sur le bateau.